# Żmijów
Żmijów – niewielkie wzniesienie na Wyżynie Częstochowskiej w miejscowości Kroczyce  w województwie śląskim, w powiecie zawierciańskim, w gminie Kroczyce. Znajduje się po wschodniej stronie zwartych zabudowań wsi Kroczyce. Najwyższy punkt wzniesienia ma wysokość 346 m n.p.m. i znajduje się w odległości zaledwie 65 m od drogi krajowej nr 78. Na Żmijowej znajdują się niewielkie skałki wapienne i murawy kserotermiczne, stopniowo zarastające drzewami. Wzniesienie otaczają pola uprawne.